# 勝利廚房
勝利廚房（英語：Victory Kitchen）是台北市勝利社會福利事業基金會（簡稱勝利基金會）於2014年11月時，專為身障者打造的全新餐飲食品事業體。該餐廳位於台北社企大樓，其供應食品的中央廚房藉由「無障礙化」設計使具有友善身障者的工作環境，並取得ISO22000、HACCP等國際食品生產品質認證，是全台第一家以高規中央廚房提供身障就業的社會企業，供應消費者麵食、香辣醬、甜點等產品。勝利基金會強調「工作價值」，期望身障者經由產能贏得工作尊嚴，因此堅持不主動募款，以具有市場競爭力的產品與服務品質，來與社會大眾對話。

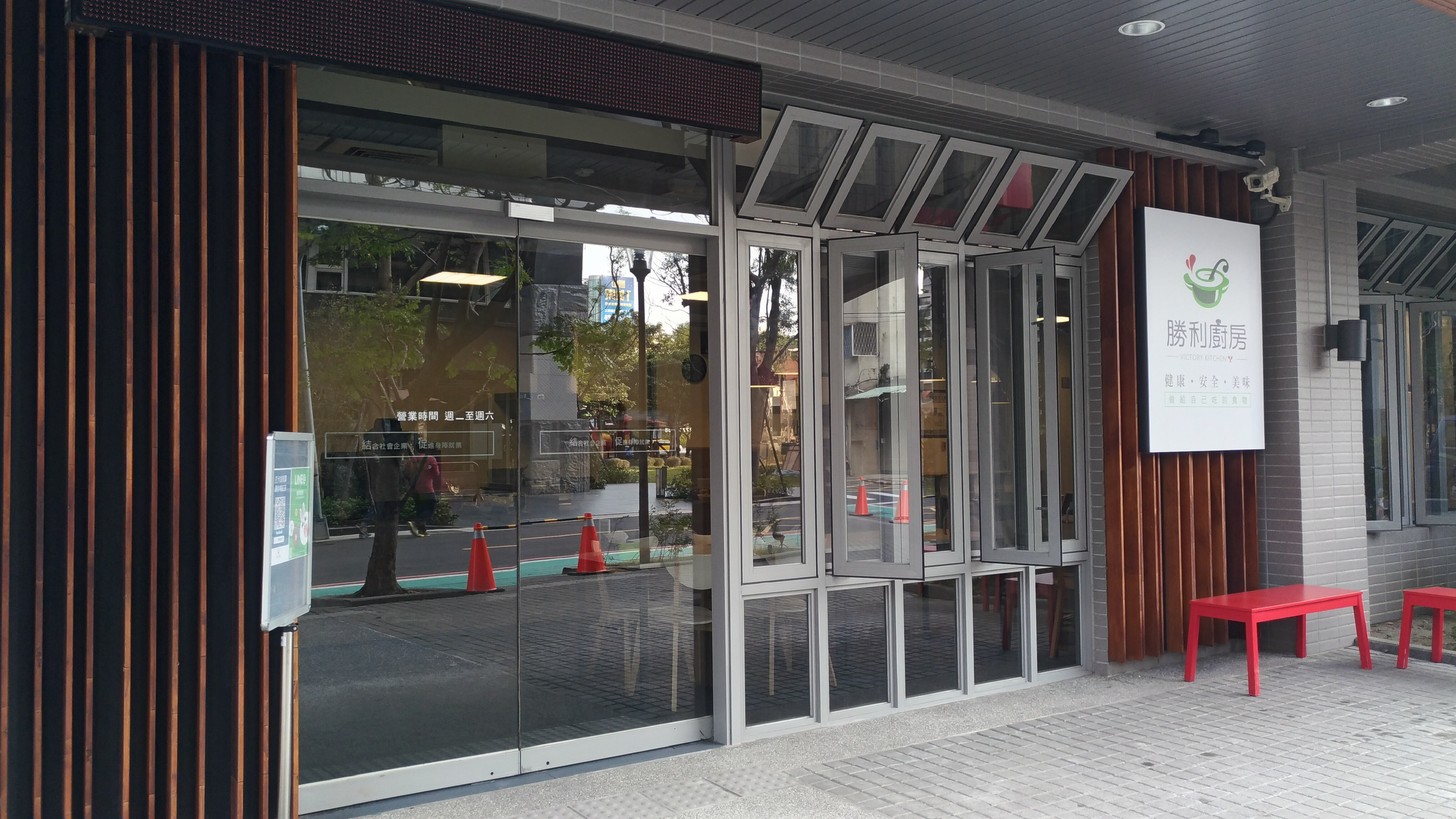
社企大樓1F的勝利廚房餐廳外觀

## 成立由來
台北市政府勞動局因應社會企業模式的趨勢，在2014年11月正式啟用全台首棟身障就業大樓，並委託勝利基金會（當時的勝利身心障礙潛能發展中心）、若水國際股份有限公司、黑暗對話社會企業、厚生市集等4家得標的社會企業共同經營。 勝利基金會在大樓中成立勝利廚房，成為身心障礙員工的實習基地，並開始販售牛肉麵等餐點食品，同時作為未來身心障礙者創業加盟的訓練所。 台北市長柯文哲於2015年12月參觀時，更允諾將這棟亞洲唯一特有的身障就業大樓，變成重要觀光景點，讓更多人了解身障者就業的議題。

## 營運特點
勝利廚房是為提供身障人士就業所打量身打造的社會企業，因此從中央廚房至餐廳的工作環境均採用友善設計，讓身障者不需他人協助便可獨立作業，大部分工作人員甚至線上客服也都是由身障就業者替消費者服務。勝利廚房同時提供有餐廳現場熟食料理，以及可外帶或線上訂購的食品。熟食提供牛肉麵、肋排麵、鮮菇麵等麵食餐點，另外於下午茶時段也供有甜點及咖啡等；外購目前則是販售香辣醬、蛋糕、布丁等手工食品為主。

## 品牌精神
勝利廚房創立時注意到台灣食安問題不斷，民眾對於安全健康飲食的重視逐漸增加，因此勝利廚房除了是提供身障者就業的社會企業，也將餐廳定位成提供兼具健康、安全、美味餐點的優質餐飲食品業者，料理及食品主張只用天然食材在高規格的中央廚房生產，追求帶給消費者如同其標語口號「安心好食」的價值。

## 產品特色
勝利廚房為提供食品安全的餐點選擇，除了餐點製作皆經由ISO22000、HACCP食品生產品質嚴格認證中央廚房，餐點食品製作完全採用天然食材不添加防腐劑或其他人工添加劑，並藉由特殊食譜配方與其他業者做出差異化。例如牛肉麵及香辣醬獨特配方是由食品專業的善心人士提供；北歐先生子品牌的蛋糕及布丁，則是來自挪威傳統配方使用天然食材製作的手工甜點。

## 外部鏈結
- 勝利廚房 官網 （页面存档备份，存于）
- 勝利廚房 安心好食購物網 （页面存档备份，存于）
- 勝利廚房的Facebook專頁
- YouTube上的 《勝利廚房》官方頻道
- 財團法人台北市勝利社會福利事業基金會 官網 （页面存档备份，存于）
- 勝利社會福利事業基金會的Facebook專頁
- 台北社企大樓 官網 （页面存档备份，存于）